# Amputa
Il Amputa (in russo Ампута?) è un fiume della Russia siberiana occidentale, affluente di destra dell'Agan (bacino idrografico dell'Ob'). Scorre nel Nižnevartovskij rajon del Circondario autonomo degli Chanty-Mansi-Jugra.
Il fiume ha origine negli Uvali siberiani dal piccolo lago Tjagamal'to al nord della Chantia-Mansia, al confine con il Circondario autonomo Jamalo-Nenec. Scorre in direzione meridionale e sfocia nell'Agan a 285 km dalla foce. La lunghezza del fiume è di 181 km, il bacino imbrifero è di 4 220 km². I maggiori affluenti sono il Tjušami (lungo 95 km) e il Chaphl'nutjaj (106 km), provenienti dalla sinistra idrografica. 
Il corso superiore del fiume è zona di insediamento dei Nenezi della Foresta e zona di contatto etno-culturale tra Chanty e Nenci.